# Nová Bošáca
Nová Bošáca (em húngaro: Újbosác) é um município da Eslováquia, situado no distrito de Nové Mesto nad Váhom, na região de Trenčín. Tem 33,44 km² de área e sua população em 2018 foi estimada em 1.052 habitantes.

## Demografia
| Ano:        | 1994 | 2004   | 2014   | 2024   |
| ----------- | ---- | ------ | ------ | ------ |
| Broj ljudi: | 1261 | 1192   | 1106   | 1001   |
| Razlika:    |      | -5,47% | -7,21% | -9,49% |

| Ano:               | 2023 | 2024   |
| ------------------ | ---- | ------ |
| Número de pessoas: | 1015 | 1001   |
| Diferença:         |      | -1,37% |